# Молодія
Молодія — село в Україні, у Чагорській сільській громаді Чернівецького району Чернівецької області. Розташоване на правому березі річки Дереглуй. Населення 3847 осіб. Околицею села проходить автомагістраль E85 М19.

## Географія
На північно-західній околиці села річка Кися впадає у Дереглей.

## Історія

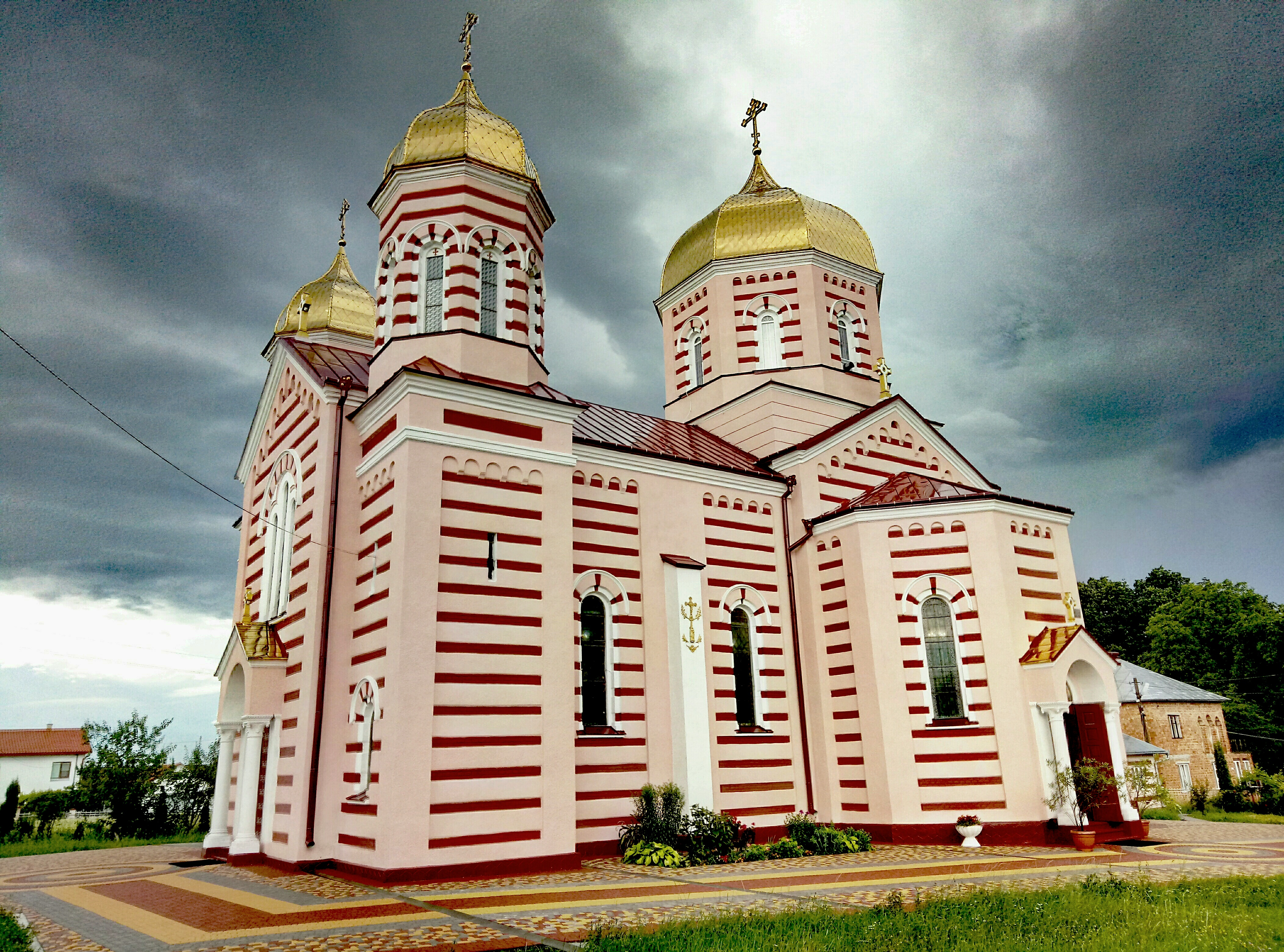
Хрестовоздвиженська церква

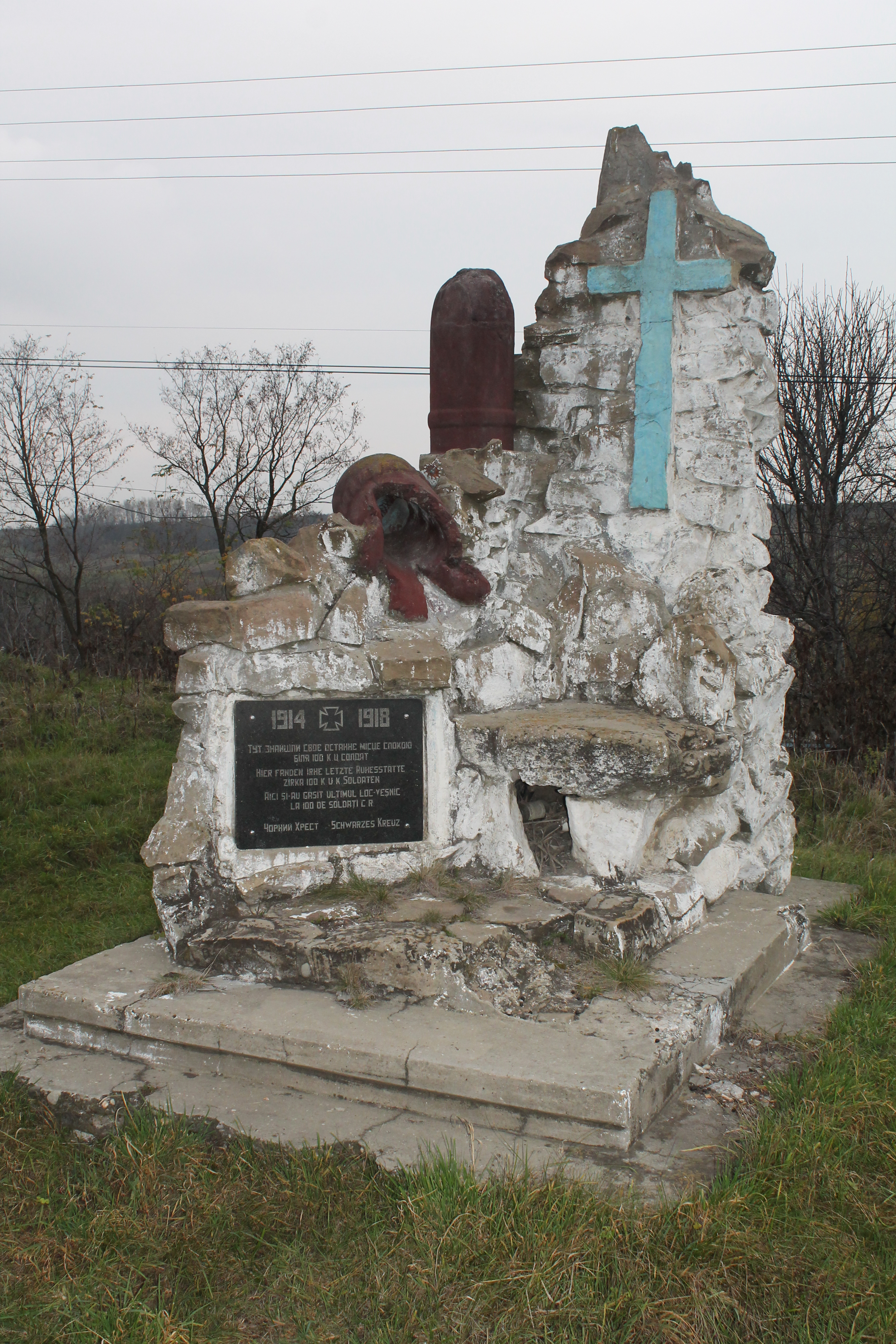
Братська могила воїнів австро-угорської армії, які загинули у Першій світовій війні

Пам'ятник загиблим воїнам

Молодійська загальноосвітня школа

### Давні згадки проКозмин– попередникаКоровії,Чаграі Молодії
Згідно з новітніми краєзнавчими дослідженнями, території сучасних населених пунктів  Коровія, Чагор і Молодія входила до складу села (громади) Козмин, що існувало XIV - XVIII ст. .
Перші  історичні згадки про Козмин (Кузьмин) датуються 1334 роком  і пов’язані із реєстром католицького чернечого Ордену братів менших (міноритів).   Окремою організаційною структурою цього Ордену був вікаріат Русі (vicaria Russiae), до складу якого входило  13 месіонерських місій.  Одна з них зафіксована у Кузьмині (Cusminen) – населеному пункті, розташованому між Снятином  і Серетом, на Старому Берладському шляху. В латиномовних джерелах XIV століття Руссю, або ж королівство Русь (лат. Regnum Russiae), називали Галицьке князівство.
Наступна згадка про село Козмин зафіксована  в грамоті воєводи Штефана Великого від 3 квітня 1488 року. Згідно з документом до складу володінь Путнянського монастиря перейшло і  «питоме» (власне) село воєводи на ім’я «Козминул».  Детальний межовий опис  свідчить, що  територія села (громади) Козмин  розміщувалася  між селами Кучур (Великий Кучурів), Чернівці і Луковиця. Територія загалом співпадає із зовнішніми межами поселень Коровія, Чагор і Молодія, що зафіксовані на мапах XVIII-XIX століть.
Тривалий час побутувала версія, що територія села Козмінул охоплювала сучасні села Молодія, Валя Кузьмина і Чагор, які складали одне село, що в 1782 році підтверджує намісник монастиря Путна архімандрит Варфоломій (Мезеряну). Проте ця інформація виявилася не зовсім точною.
В районі місцевості Козмин (Козмінул), господар Молдавського князівства, воєвода Штефан Великий, 26 жовтня 1486 (насправді 1497) року розбив 80 тисячне військо польського короля Яна Ольбрахта.
Ця битва ввійшла в історію як «Битва біля Козмінського лісу» або «Битва у Козминському лісі».  Проте найдавніші молдавські літописи, укладені ченцями Бистрицького і Путнянському монастирів, називаються цей ліс «Козминова Буковина» і  «Козминьска Буковина».  Як повідомляє Бистрицький літопис, Стефан-воєвода наздогнав поляків на краю Козминової Буковини,  розбив їх і погнав через Буковину Козминову (Буковину Козминова).

### Козмині походження назви Молодія
З історичним Козмином пов’язана  назва урочище «Селеще», що позначене на давніх мапах над нижньою течією потоку Коровія, неподалік злиття із річкою Дереглуй.  У давні часи «селищами» часто називали запустілі поселення, місця, де колись було село.  На це вказує і народний переказ про заснування села Молодія. У ньому йдеться  про молоде подружжя, яке проживало у поселенні, розміщеному між нинішніми Чагром і Коровією. Але якось напали турки і зруйнували село. Молодятам вдалося  врятуватися і   вони перебралася на іншу місцину. Він слова «молоді»  утворилася назва  нового поселення - «Молодія».

### Австрійський період (1775—1918 роки)
В 1775 році Буковина переходить до Австрійської імперії. Почалась імміграція німців на Буковину. Перші німецькі колоністи (шваби) прибули в червні 1782 року з регіону Банат, міст Майна та Мангайма; частина їх, у кількості 1522 особи, оселилася в селі Молодія. Під час проживання швабів на території села були збудовані католицький костел, дитячий будинок, млин.
В середині XIX ст. в Молодії збудували школу, яка розпочала свою роботу 20 листопада 1841 року.
Впродовж XIX ст. громада Молодії користувалась печаткою з оригінальним гербом - зображенням Архангела Михаїла з мечем і терезами та написом староукраїнською мовою (кирилицею): "ГРОМАДЪ МОЛОДІА".
21 серпня 1883 року, митрополит Буковини і Далмації Сильвестр (Морарю-Андрієвич) заклав камінь під будівництво нового храму. У 1903 році було завершено спорудження церкви та дзвіниці, яку 1907 року освятив митрополит Буковини і Далмації Володимир (Репта) в честь Воздвиження Чесного і Животворящого Хреста Господня (престольне свято — 27 вересня). Першим настоятелем церкви став протопресвітер Євгеній Жанковський.
Споруда на низькому мурованому фундаменті, цегляна, потинькована, крита схилим дахом. Стіни храму — грані. В інтер'єрі домінує висотне розкриття простору. Іконостас — високий, чотириярусний — академічної роботи початку XX ст. На північний схід від храму стоїть квадратна, у плані, двоярусна дзвіниця.

### Румунський період (1918—1940 роки)
1918 року Буковина перейшла до складу Румунії.
До 8 жовтня 1930 року село Молодія, яке в період входження Буковини до складу Румунії називалось Плаюл Козмінулуй, із рядом сіл складало одну комуну (населений пункт). За переписом 1919 року відмічаються сусідні села: Валя-Козмін, Кодру-Козмін, Кут-Баїнськ. Цілий ряд документів свідчать, що Валя-Козмін і Плаюл Козмінулуй входили в одну комуну.
8 жовтня 1930 року від комуни Плаюл Козмінулуй відокремлюється Кут-Баїнськ і перетворюється в окрему комуну. 11 жовтня 1931 року від Плаюл Козмінулуй відокремлюється Чагор, Коровія, Луковиця, Маморниця.

### Радянський період (1940—1991 роки)
У червні 1940 вся північна Буковина була анексована у Румунії Радянським Союзом і увійшла до складу Радянської України. В селі відбулися зміни в національному складі населення: німецькі колоністи (шваби) виїхали з села в Німеччину в 1940 році в кількості 1200 людей.
З Молодії на фронт Другої Світової війни було відіслано близько 60 людей, з яких 20 загинули.
В післявоєнний період в селі почала стрімко розвиватися інфраструктура: 1940 року була відкрита лікарня, 1951 року було завершено будівництво цегельного заводу і електростанції на річці Дереглуй, 1954 року було створено районний протитуберкульозний диспансер, 1961 року відкрито дитячий садок.
У 1970-х роках, завдяки сприянню археологів, на території села проводилися розкопки. Під час розкопок було знайдено рештки трипільської культури III тисячоліття до н. е.
У 1977 році полеглих воїнів вшанували меморіальним пам'ятником, який є пам'яткою архітектури.

### Сучасний період
У теперішні часи в Молодії відбувається розвиток сільськогосподарських, економічних, туристично-культурних сфер.
Про німецьку діаспору села Молодія та її історію було випущено 5 книг, зокрема найвідомішою є книга, написана Гудрун Віндіш.
У 2011 році в селі відбулося відкриття нової, сучасної загальноосвітньої школи, у якій навчається понад 490 учнів.
8 травня 2018 року Чагорська сільська рада ухвалила рішення "Про добровільне об'єднання територіальних громад", яке дало початок об'єднанню сіл Чагор, Молодія, Луковиця та Кут в Чагорську сільську об'єднану територіальну громаду. 23 грудня 2018 року відбулись перші місцеві вибори новоствореної громади. Рішенням сільської ради від 10 січня 2019 року почався процес реорганізації Молодійської та Луковицької сільських рад шляхом приєднання до Чагорської сільської ради, результатом якого стало остаточне формування громади та старостинських округів - №1 (с. Молодія) та №2 (с. Луковиця та Кут).

## Населення

### Австрійський перепис населення 1890 року
Наприкінці XIX століття громада села Молодія нараховувала загалом 4874 мешканці. За віросповіданням 3136 осіб були православними, 1488 осіб —  католиками, у тому числі 39 осіб —  греко-католиками,   235 мешканців  сповідували юдаїзм, а 15 осіб належали до євангельських християн.
За національним складом, що визначався на основі розмовної мови,  Молодія була поліетнічною сільською громадою, у якій  більшість становили  румуни. Місцеві євреї за розмовною мовою записували себе німцями.
| румуни   | 2149 | 44,1 |
| німці    | 1666 | 34,2 |
| українці | 1039 | 21,3 |
| поляки   | 19   | 0,4  |

Етнонаціональний  склад населення  Молодії суттєво змінився в період румунського правління (1918—1940 рр.), коли нова влада вважала українців Буковини за румунів, які забули рідну (матірну) мову. Це знайшло своє відображення і в офіційному переписі населення 1930 року. Згідно з ним в Молодії лише 72 мешканці  вважали себе українцями за розмовною мовою, а за етнічною приналежністю – 35 осіб.

### Перепис населення Румунії 1930 року
Національний склад населення за даними перепису 1930 року у Румунії:
| Національність | Кількість осіб | Відсоток |
| -------------- | -------------- | -------- |
| румуни         | 2613           | 67,96 %  |
| німці          | 983            | 25,57 %  |
| росіяни        | 119            | 3,09 %   |
| євреї          | 88             | 2,29 %   |
| українці       | 35             | 0,91 %   |
| поляки         | 6              | 0,16 %   |
| не вказали     | 1              | 0,03 %   |

Мовний склад населення за даними перепису 1930 року:
| Мова       | Кількість осіб | Відсоток |
| ---------- | -------------- | -------- |
| румунська  | 2574           | 66,94 %  |
| німецька   | 1017           | 26,45 %  |
| російська  | 119            | 3,09 %   |
| українська | 72             | 1,87 %   |
| їдиш       | 61             | 1,59 %   |
| польська   | 1              | 0,03 %   |
| не вказали | 1              | 0,03 %   |

### Перепис населення України 2001 року
Мовний склад населення села Молодія
За даними перепису населення України 2001 року, більшість населення села розмовляють румунською мовою (55,52%), майже половину — українською (43,54%), решту — іншими мовами (0,95%).
- 1930 рік — 3960 осіб
- 1989 рік — 3741 особа
- 2007 рік — 3847 осіб
- 2013 рік — 3851 особа

## Відомі люди
- Євсевій Мандичевський (Mandyczewski) (17 серпня 1857 — 13 липня 1929 рр.) — доктор музикознавства Віденського Університету, композитор
- Георгій Мандичевський (8 листопада 1870 — 23 березня 1907 рр.) — румунський композитор, диригент, педагог
- Володимир (Мороз) (15 серпня 1959 р.н.) — архієрей Української православної церкви, митрополит Почаївський, намісник Свято-Успенської Почаївської лаври
- Стефан Флореску (13 травня 1934 — 7 грудня 2016 рр.) — художник, член Союзу Художників Республіки Молдова
- Андрій Іфтодій (16 березня 1952 р.н.) — доктор медичних наук, проректор з лікувальної роботи, професор Буковинського медичного університету, заслужений лікар України
- Степан Мунтян (18 квітня 1920 — 7 березня 2012 рр.) — доктор філологічних наук, професор Західного університету Тімішоари в Румунії
- Євген Левицький (22 жовтня 1955 р.н.) — український дипломат, Надзвичайний і Повноважний Посланник
- Едуард Нойманн (1911—2004) — німецький льочик-ас Другої Світової війни